# ان‌جی‌سی ۶۴۴۰
ان‌جی‌سی ۶۴۴۰ (انگلیسی: NGC 6440) نام یک خوشه کرویاست.